# Malgrubenspitze
La Malgrubenspitze est une montagne culminant à 2 571 m d'altitude dans les Alpes de Stubai.

## Géographie
La Malgrubenspitze, l'Ampferstein et la Marchreisenspitze constituent l'ensemble de trois montagnes visible à Axamer Lizum, au fond de la vallée de l'Inn.
La Malgrubenspitze se situe dans le chaînon du Kalkkögel. À l'ouest se trouve la Hochtennspitze, à l'est, avec le col du Malgrubenscharte, la Marchreisenspitze. Au nord, séparé par un col, il y a le Widdersberg.

## Ascension
Le chemin partant du col de Schlick permet d'atteindre le sommet par l'est, il est d'une difficulté 1. Trois voies plus raides plus difficiles à cause d'éboulis (difficulté 2) amènent au sommet par l'ouest. Le sommet peut être franchi d'est en ouest.